# Apkungen (film, 2023)
Apkungen (engelska: The Monkey King) är en kommande amerikansk-kanadensisk-kinesisk animerad äventyrsfilm från 2023. Filmen som är regisserad av Anthony Stacchi efter ett manus av Steve Bencich, Ron J. Friedman och Rita Hsiao hade premiär på strömningstjänsten Netflix den 18 augusti 2023.

## Handling
Filmen kretsar kring Apkungen som är i besittning av en magisk stav som dock stjäls av Drakkungen. För att få tillbaka staven måste Apkungen kämpa mot drakar, demoner, gudar och sitt eget stora ego.

## Rollista (i urval)
- Jimmy O. Yang
- Bowen Yang
- Jolie Haong-Rappaport
- Jo Koy
- Ron Yuan
- Hoon Lee
- Stephanie Hsu
- André Pang
- Andrew Kishino
- Jodi Long
- James Sie
- BD Wong